# New England-kolonierna

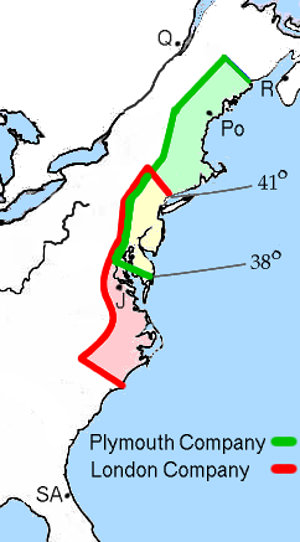
Engelsmännen gav landrättigheter till Plymouth kompaniet i norr och till Londonkompaniet i söder.

New England-kolonierna (engelska: New England Colonies) i Brittiska Amerika bestod av Massachusetts Bay-kolonin, Kolonin Connecticut, Kolonin Rhode Island och Providenceplantagen samt Provinsen New Hampshire. De ingick i de Tretton kolonierna tillsammans med de Mellersta kolonierna och de Södra kolonierna. De kom senare att bli amerikanska delstater i New England.
Kapten John Smith publicerade 1616 The Description of New England. Boken var tidig med att använda begreppet "New England" till kustmråden i Nordamerika från Long Island-sundet till Newfoundlandön.